# Sziszinniusz pápa
Sziszinniusz (latinul: Sisinnius), (?, Szíria – 708. február 4., Róma) léphetett 87.-ként Szent Péter örökébe 708. január 15-én. Az idős pápa valószínűleg kora és tapasztalata miatt kerülhetett az egyház legfőbb hivatalába. Már megválasztásakor betegség kínozta, így az egyik legrövidebb pontifikátus kötődik nevéhez. Mindemellett kortársai szerint erős akaratával sikerült elérnie Róma és egyháza fejlődését.

## Élete
Szír származású volt, apját Jánosnak hívták. A névazonosság alapján feltételezik, hogy ő volt a 679-ben összehívott római zsinaton az öt római presbiter egyike; hosszú éveket töltött az egyház szolgálatában. A római zsinat 708. január 15-én választotta meg az egyház vezetőjének. Ekkor már a köszvény annyira elhatalmasodott Sisinniuson, hogy a kezét már étkezésnél sem tudta használni. Ennek ellenére a krónikák három hetes uralma alatt több határozott intézkedéséről is hírt adnak. Így ő rendelte el nagy mennyiségű mész gyártását, amellyel a város falait később megerősítették. Egyetlen hivatalos tettét örökítették meg korabeli források: Korzika szigetének püspökét ő szentelte fel.
708. február 4-én halt meg. Testét a Szent Péter-bazilikában temették el.

## Művei
- Documenta Catholica Omnia (latin nyelven). (Hozzáférés: 2011. december 6.)